# Ley Debré
La ley de relaciones entre el Estado y los Centros de enseñanza privados, más conocida como ley Debré (31 de diciembre de 1959) fue una ley educativa francesa. Michel Debré, que da nombre a la ley, era entonces primer ministro y ministro de Educación nacional. 

## Disposiciones
La ley establecía un sistema de contratos entre el Estado y las escuelas privadas que lo desearan. El Estado proporciona asistencia, pero, a cambio, los programas deben ser los mismos que en la educación pública (el catecismo se convierte en una opción). La inspección se vuelve obligatoria y los niños que no comparten la misma religión que la escuela no pueden ser rechazados. Los maestros son remunerados por el Estado de acuerdo con los convenios sectoriales. Por otro lado, sus pensiones dependen del sistema general y de los fondos de pensiones complementarios, lo que lleva a una diferencia en la remuneración neta (tasas de cotización más altas) y en los derechos de pensión (por lo general, pensiones algo más bajas) que los profesores estatales.

## Repercusiones
La Iglesia Católica vio la ley como una forma de ampliar su espacio en la educación francesa. Ley Debré confería a las instituciones confesionales (llamadas con "características propias") un estatus de derecho público que legitimaba su lugar en la educación. El dualismo instituido por esta ley aún permanece en la educación francesa, un servicio público laico, según la tradición republicana francesa.
Las relaciones entre el Estado y las instituciones privadas aún se rigen hoy día por la ley 59-1557 (Ley Debré) de 31 de diciembre de 1959. Esta ley fue completada en 1977 por la ley Guermeur, que confiere a los maestros privados los mismos beneficios sociales que los del público, pero reafirma la libertad de los directores de escuela para elegir sus equipos. La ley Debré se ha reajustado desde entonces, pero no se ha actualizado realmente. La ley, por orden de 22 de junio de 2000, se integró en el Código de Educación.